# Норртелье
Норрте́лье, Норте́лье (швед. Norrtälje) — город в Швеции, расположенный в Стокгольмском лене. Административный центр коммуны Норртелье.
Население — 16 263 жителя.
Город раскинулся на обоих берегах реки Норртельеон. Для центра города характерна застройка почти средневекового типа с его извилистыми улицами, но тем не менее все здания там возведены не ранее 1719 года.
Норртелье получил городские привилегии в 1622 году в правление короля Густава II Адольфа, однако его порт уже и ранее имел важное значения для морского сообщения с Финляндией и являлся местом торговли между жителями шхер и крестьянами. В 1623 году в городе была основана оружейная мануфактура, работниками на которой были немцы. До начала XIX века рыболовство играло значительную роль в экономике Норртелье. В 1636 году город в связи с изданием навигационного акта (швед. seglationsordningen) лишился права отправки судов за границу, что замедлило его развитие.
В августе 1719 года в ходе Северной войны Норртелье был сожжён высадившимися на шведском побережье русскими войсками. В 1770-х годах в городе насчитывалось всего около 700 жителей. В марте 1809 года в ходе последней русско-шведской войны повторно занят русскими войсками, по льду перешедшими Ботнический залив до побережья Швеции. В первые десятилетия XIX века многие горожане работали на оружейной мануфактуре. После её закрытия в 1840-х годах в Норртелье появились признаки стагнации, которые исчезли лишь в конце века, когда в городе начали появляться современные промышленные предприятия.
В настоящее время Норртелье является также туристическим центром. В городе имеется Музей Руслагена, который собирает и выставляет для публики предметы, связанные с историей области Руслаген.
Российский город Псков стал в 1993 году городом-побратимом Норртелье. С этого времени удалось реализовать ряд проектов в сфере бизнеса, экологии, туризма и образования.

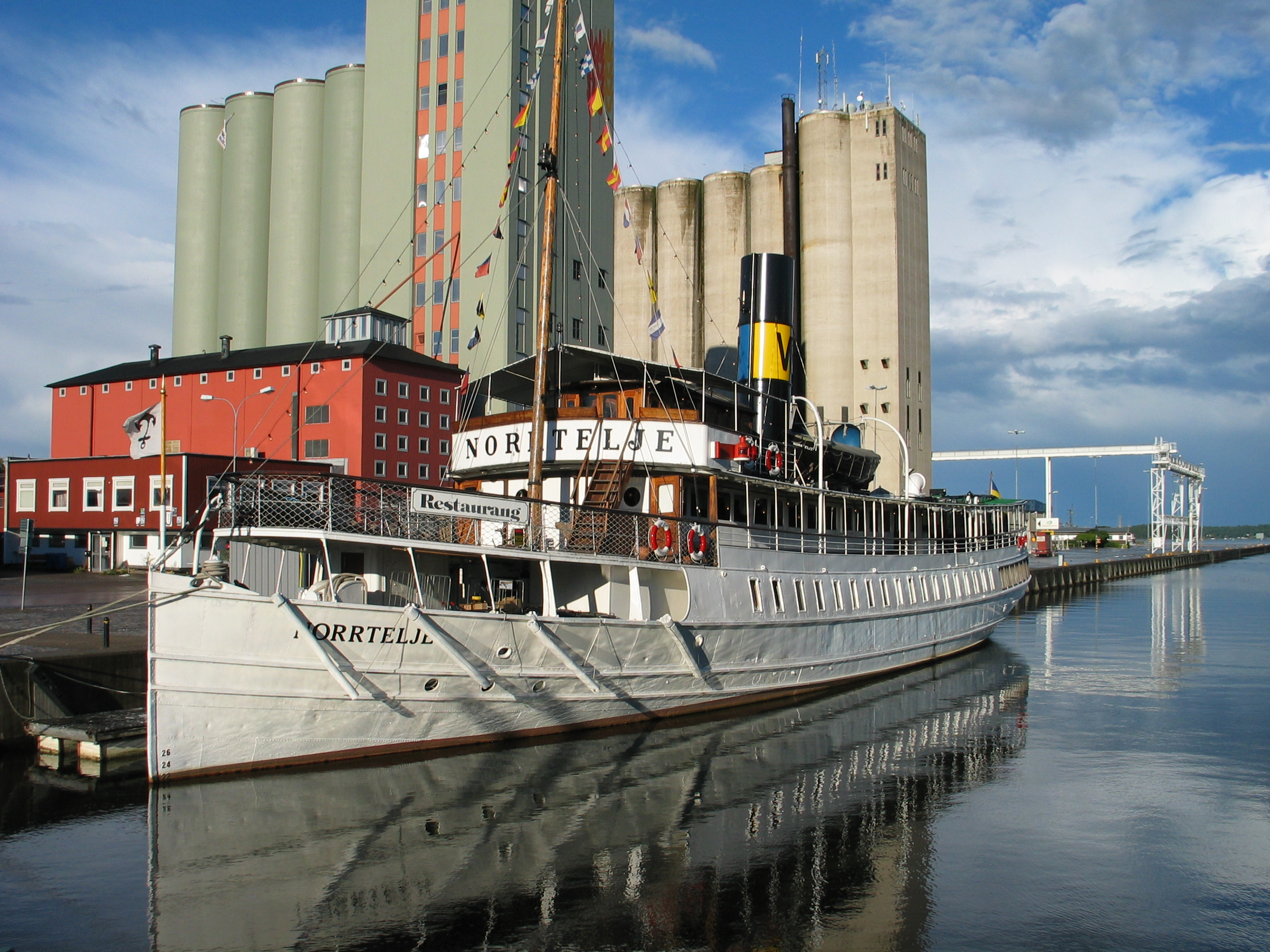
Плавучий ресторан в порту Норртелье